# Daloa (underprefektur)
Daloa är en underprefektur i Elfenbenskusten. Den ligger i departementet med samma namn, i den centrala delen av landet, 120 km väster om huvudstaden Yamoussoukro.